# Brottes
Pour les articles homonymes, voir Brottes (homonymie).
Brottes est une commune déléguée du département de la Haute-Marne, en région Grand Est. Elle fait partie de la commune de Chaumont.

## Géographie
Le village est traversé par la Suize.

## Histoire
Brottes dépendait en 1789 de la province de Champagne : bailliage, prévôté et élection de Chaumont.
Le 1er juin 1973, la commune de Brottes est rattachée à celle de Chaumont sous le régime de la fusion-association. Le 1er avril 2014, Brottes passe du statut de commune associée à celui de commune déléguée.

## Politique et administration
| Période                                  | Période | Identité      | Étiquette | Qualité |
| ---------------------------------------- | ------- | ------------- | --------- | ------- |
|                                          |         | Patrick Viard |           |         |
| Les données manquantes sont à compléter. |         |               |           |         |

## Démographie
| 1911 | 1921 | 1926 | 1931 | 1936 | 1946 | 1954 | 1962 | 1968 |
| ---- | ---- | ---- | ---- | ---- | ---- | ---- | ---- | ---- |
| 246  | 247  | 260  | 318  | 293  | 315  | 353  | 278  | 288  |

## Lieux et monuments
- Commanderie du Corgebin
- Église Saint-Martin de Brottes